# Giacomellia
Giacomellia é um gênero de mariposa pertencente à família Saturniidae.

## Espécies
- Giacomellia bilineata (Burmeister, 1878)
- Giacomellia inversa (Giacomelli, 1911)